# Lärmschutzdeckel Böblingen/Sindelfingen
Der Lärmschutzdeckel Böblingen/Sindelfingen ist ein im Bau befindliches 850 m langes Tunnelprojekt der Bundesautobahn 81 zwischen den Städten Böblingen und Sindelfingen entlang der Stadtgrenzen.

## Historischer Hintergrund

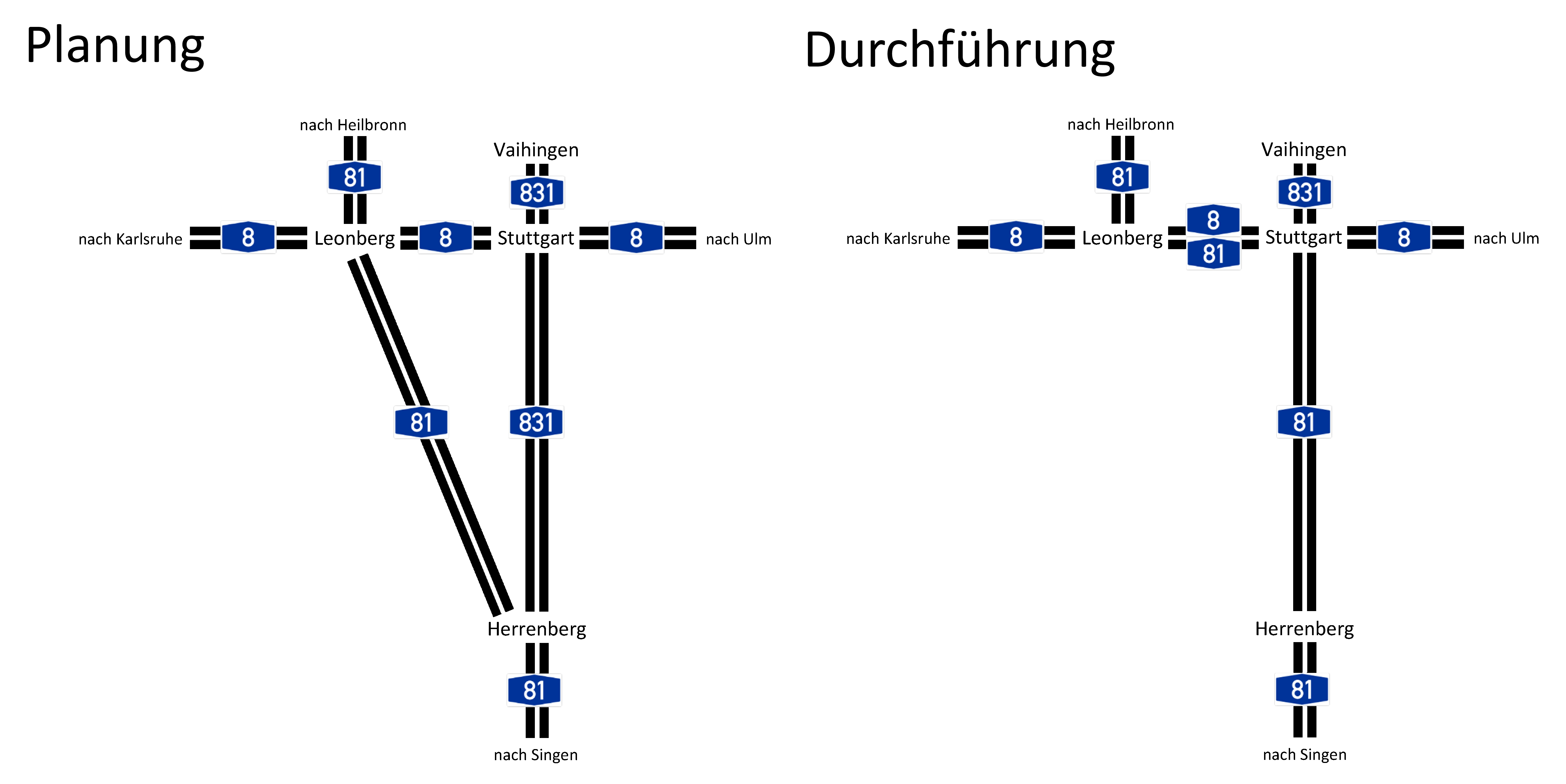
Planung und Durchführung

Im Bereich der heutigen Autobahn bestand ursprünglich die Bundesstraße 14. Die A 81 sollte von Heilbronn kommend in Leonberg die A 8 kreuzen und direkt nach Süden in Richtung Gärtringen weiterführen. Von Gärtringen sollte die untergeordnete A 831 in Richtung Böblingen und Sindelfingen statt der B 14 bis ins Zentrum nach Stuttgart führen. Man entschied dann jedoch aufgrund von Umweltbedenken, die mittlerweile ausgebaute Bundesstraße 14 zur Autobahn hochzustufen. Die A 81 verläuft seither auf dem Bereich zwischen Leonberg und Stuttgart streckengleich mit der A 8 und führt erst vom Autobahnkreuz Stuttgart zwischen Böblingen und Sindelfingen nach Süden. Auf diese Weise ersparte man sich mehrere Kilometer neue Autobahntrassen. In der Folge ist der Abschnitt zwischen Leonberg und Stuttgart doppelt belastet und musste mehrfach ausgebaut werden und es fließt starker regionaler und überregionaler Straßenverkehr zwischen Böblingen und Sindelfingen. Verkehrs- und Lärmbelastung haben mit der Zeit zugenommen, ebenso hat sich die Bebauung von beiden Städten weiter zur Autobahn hin ausgebreitet. Die vierspurige Strecke ist nur mit Nothaltebuchten ausgerüstet und hat keinen Standstreifen. Sie ist regelmäßig überlastet und ein sechsspuriger Ausbau wurde notwendig. Für 2030 ist die Prognose Werktags 107.300 – 151.000 Kfz/24 h, bei einem Lkw-Anteil von 10 bis 12 %. Als weitergehende Maßnahme wurde der Autobahnabschnitt zwischen den Ausfahrten Böblingen-Hulb und Gärtringen bereits bis 2013 auf drei Fahrstreifen in jeder Richtung mit breitem Standstreifen ausgebaut.

## Projektbeschreibung
Mit dem Projekt wird einerseits die Autobahn vom Autobahnkreuz Stuttgart bis zur Ausfahrt Gärtringen durchgängig mindestens sechsspurig mit breitem Standstreifen ausgebaut und damit dem zunehmenden Verkehr Rechnung getragen, andererseits werden Maßnahmen zur Verminderung des damit verbundenen Verkehrslärms ergriffen. Beide Röhren sollen jeweils drei Fahrstreifen und einen breiten Standstreifen haben. Bei hohem Verkehrsaufkommen soll der Standstreifen mittels Wechselverkehrszeichen als vierter Fahrstreifen für den Verkehr freigegeben werden.
Der Lärmschutzdeckel ist nur ein Teil der Ausbaumaßnahmen, die über eine Länge von 7,2 km vom Autobahnkreuz Stuttgart bis Böblingen-Hulb reichen. Außer dem Lärmschutzdeckel sollen im Bereich der beiden Städte auf 3,4 Kilometern länge bis zu 8 m hohe Lärmschutzwände errichtet werden, die für mehr Effektivität in Richtung der Straße gekrümmt sind. Auf der Strecke soll ein um ca. 2 dB lärmärmerer Splittmastixasphalt (SMA-LA) eingebaut werden, der Einbau von offenporigem Flüsterasphalt ist aufgrund der hohen Verkehrsbelastung und der dadurch bedingten kurzen Lebensdauer nicht sinnvoll. Trotzdem werden noch einige Gebäude passive Schutzmaßnahmen wie Lärmschutzfenster benötigen.
Begleitend zum Ausbau werden zwischen beiden Städten zahlreiche Unterführungen und Brücken neu gebaut und verbreitert, darunter die Brücke der Rankbachbahn. Die Anschlüsse der Autobahn werden umgestaltet und die Verkehrsführung der Zubringer und der Verkehr durch beide Städte wird komplett neu gestaltet. Eine Querspange soll kleinräumigen Verkehr parallel zur Autobahn aufnehmen und das Gewerbegebiet Böblingen-Hulb über die Flugfeldallee und eine neue Straße zwischen Wildermuth-Kaserne und Autobahn sowie die Leibnizstraße bis zum Gewerbegebiet Sindelfingen-Ost und weiter auf der K1055 in Richtung Stuttgart-Vaihingen aufnehmen. Mit der Querspange wird es möglich sein, den Gewerbe- und Zubringerverkehr um die beiden Städte herumzuleiten und zu verteilen, ohne in die Innenstädte einfahren zu müssen, die Querspange ist zugleich die designierte Umleitungsstrecke für alle Autobahnabschnitte zwischen Sindelfingen-Ost und Böblingen-Hulb. Als eine der letzten Maßnahmen wird der Oberbau der beiden Autobahnbrücken am Autobahnkreuz Böblingen-Hulb durch breitere Neubauten ersetzt. Alle Umbaumaßnahmen sollen unter laufendem Verkehr stattfinden und während der gesamten Bauzeit sollen mindestens zwei Fahrspuren in jeder Richtung zur Verfügung stehen. Während der Bauphase sollen temporäre Lärmschutzwände wenigstens einen Teil des Bau- und Verkehrslärms abmildern.
Ein Teil der Neubaumaßnahmen betrifft die Abführung und Reinigung des Oberflächenwassers, das auf den Verkehrsflächen niedergeht und bisher zum größten Teil unbehandelt direkt in die angrenzenden Gewässer abgeführt wurde und dort zu einer Belastung führte. Es werden neue Regenklärbecken und Retentionsbodenfilter gebaut, die das Wasser reinigen und verzögert und kontrolliert abfließen lassen und damit die negativen Effekte der Bodenversiegelung und Schadstoffe auf das Grundwasser und die Vorfluter abmildern sollen. Eine Einleitung des Oberflächenwassers in die Kläranlage Böblingen-Sindelfingen war aufgrund der bestehenden hohen Auslastung keine Option.

## Planung
Bereits seit Anfang des Autobahnbaus zu Anfang der Siebzigerjahre wurde den Anwohnern versprochen die Strecke dreispurig auszubauen und entsprechende Lärmschutzmaßnahmen zu ergreifen. Aber die Gelder dafür wurden vom Bund dafür zuerst nicht bereitgestellt und später wurde längere Zeit über den Umfang des Projekts und die Finanzierung gestritten. Bürgerinitiativen versuchten teilweise seit Jahrzehnten die Situation zu verbessern. Erst ungefähr ab 2005 gewann das Projekt wieder an Dynamik. Das Projekt wurde dem vordringlichen Bedarf zugeordnet. Der der anfängliche Plan vonseiten des Bundes enthielt einen Deckel von 400 m Länge und in den übrigen Bereichen waren bis zu 20 m hohe Lärmschutzwände vorgesehen, um die Grenzwerte für die Lärmimmission zu erreichen. Dieser Entwurf fand wenig Zustimmung in den beiden Städten und bei den Bürgerinitiativen, diese forderten einen Deckel von 1,5 km Länge zwischen den Autobahnausfahrten Sindelfingen Ost und Böblingen-Sindelfingen. Man einigte sich schließlich auf einen 450 m längeren Deckel, dessen zusätzliche Baukosten dann vom Land, dem Landkreis und den beiden Städten zu tragen sind. Der Unterhalt wird komplett in der Hand des Bundes verbleiben. Im Mai 2014 wurde mit dem Planfeststellungsverfahren begonnen und die ersten umfangreichen Vorentwürfe dem Bundesverkehrsministerium zur Überprüfung eingereicht. Zur Erteilung der Genehmigung mussten die Pläne weiter ausgearbeitet werden, schließlich wurde das endgültige Planfeststellungsverfahren im Juni 2016 eingeleitet. Die endgültige Planfeststellung erfolgte im September 2018.

## Bau

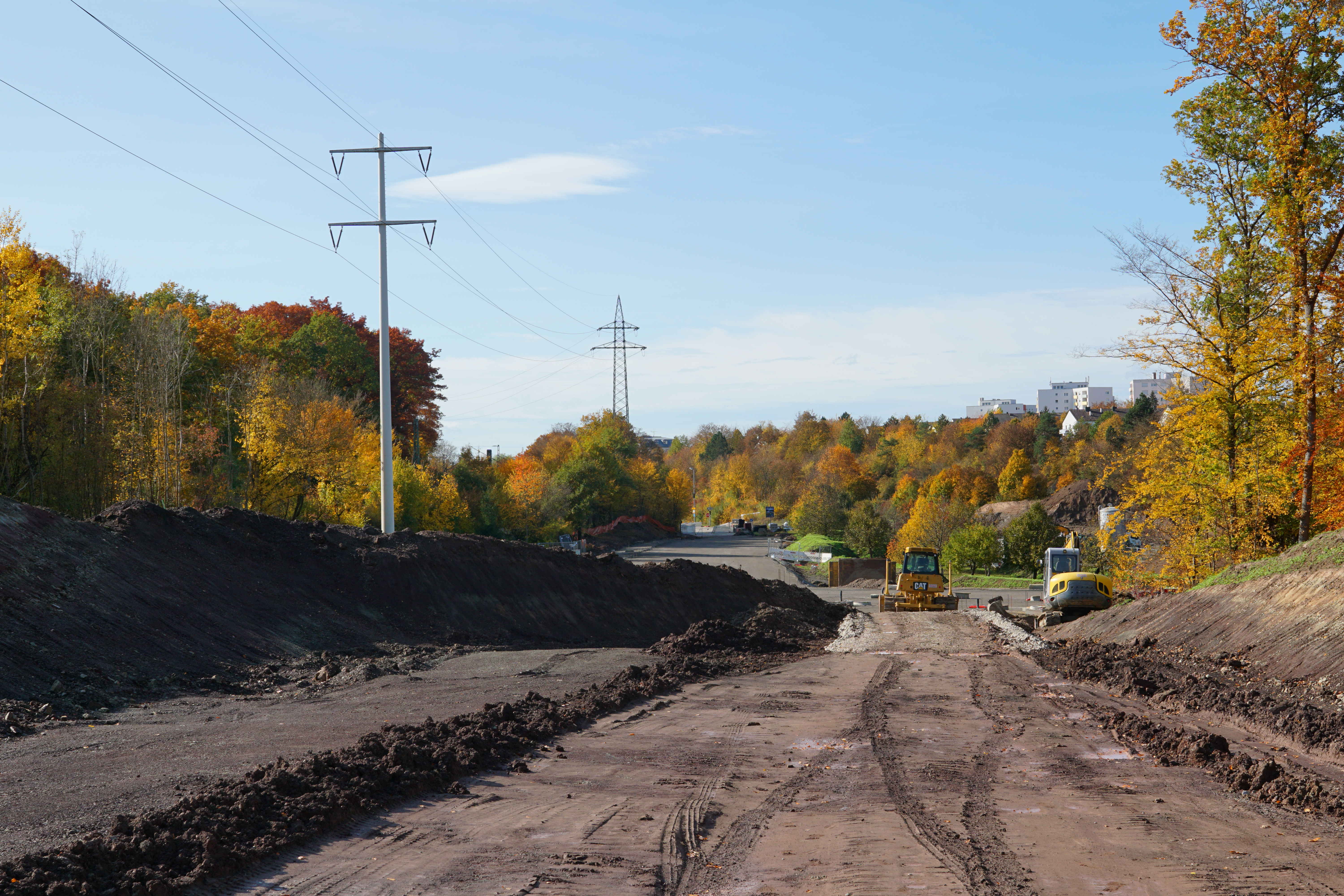
Herbst 2020: Verlängerung der Leibnizstraße zur Schaffung der Querspange

Der gesamte Ausbau der 7,2 km langen Strecke entsteht unter Aufsicht der DEGES als Generalunternehmen, mit Ausnahme des Neubaus der Rankbachbahnbrücke. Die Arbeiten am untergeordneten Straßennetz und an der Querspange sind unter der Verantwortung des Landkreises und der beiden Städte Böblingen und Sindelfingen und werden separat finanziert und vergeben. 
Gegen Ende des Jahres 2021 wurden entlang der gesamten Bestandsstrecke Bäume und Buschwerk entfernt.

### Querspange
Die sogenannte Querspange im Verlauf der Calwer Straße, Flugfeldallee, Leibnizstraße und Stuttgarter Straße soll Parallelverkehr zur Autobahn aufnehmen. Der Spatenstich für den Ausbau erfolgte am 9. September 2020 mit einer umfangreichen Umgestaltung im untergeordneten Straßennetz im Bereich der Leibnizstraße, der Stuttgarter Straße und der Anschlussstelle Böblingen-Ost. Die Brücke der Kreisstraße 1055 im Bereich der Ausfahrt Böblingen-Ost ist seit 22. Dezember 2021 in Betrieb. Die beiden Kreisverkehre auf beiden Seiten der Brücke wurden im Hinblick auf die erwartete Verkehrsbelastung durch Schwerverkehr aus Beton gebaut. Es besteht nun eine Verbindung der Leibnizstraße mit der Stuttgarter Straße in Richtung Stuttgart-Vaihingen.

### Rankbachbahnbrücke
Im April 2023 wurde eine neue längere Brücke der Rankbachbahn in Betrieb genommen. Der Neubau wurde in Zusammenarbeit mit der DB Netz AG realisiert. Der Auftrag war an Max Bögl vergeben worden, Baubeginn war im Februar 2021. Für das Bauvorhaben wurde eine Behelfsbrücke gebaut. Am 1. und 2. Oktober 2021 wurden unter laufendem Bahnverkehr die Träger für die dreifeldrige Behelfsbrücke eingehoben. Ab 8. November 2021 lief der Verkehr regulär über die Behelfsbrücke. Danach erfolgte der Rückbau der Bestandsstrecke. Der Neubau folgt weitgehend der bisherigen Trasse und trägt weiterhin nur ein Gleis. 
Auch unter der Behelfsbrücke und der neuen Rankbachbahnbrücke entsteht ein Teil der Querspange.

### Brücke Calwer Straße

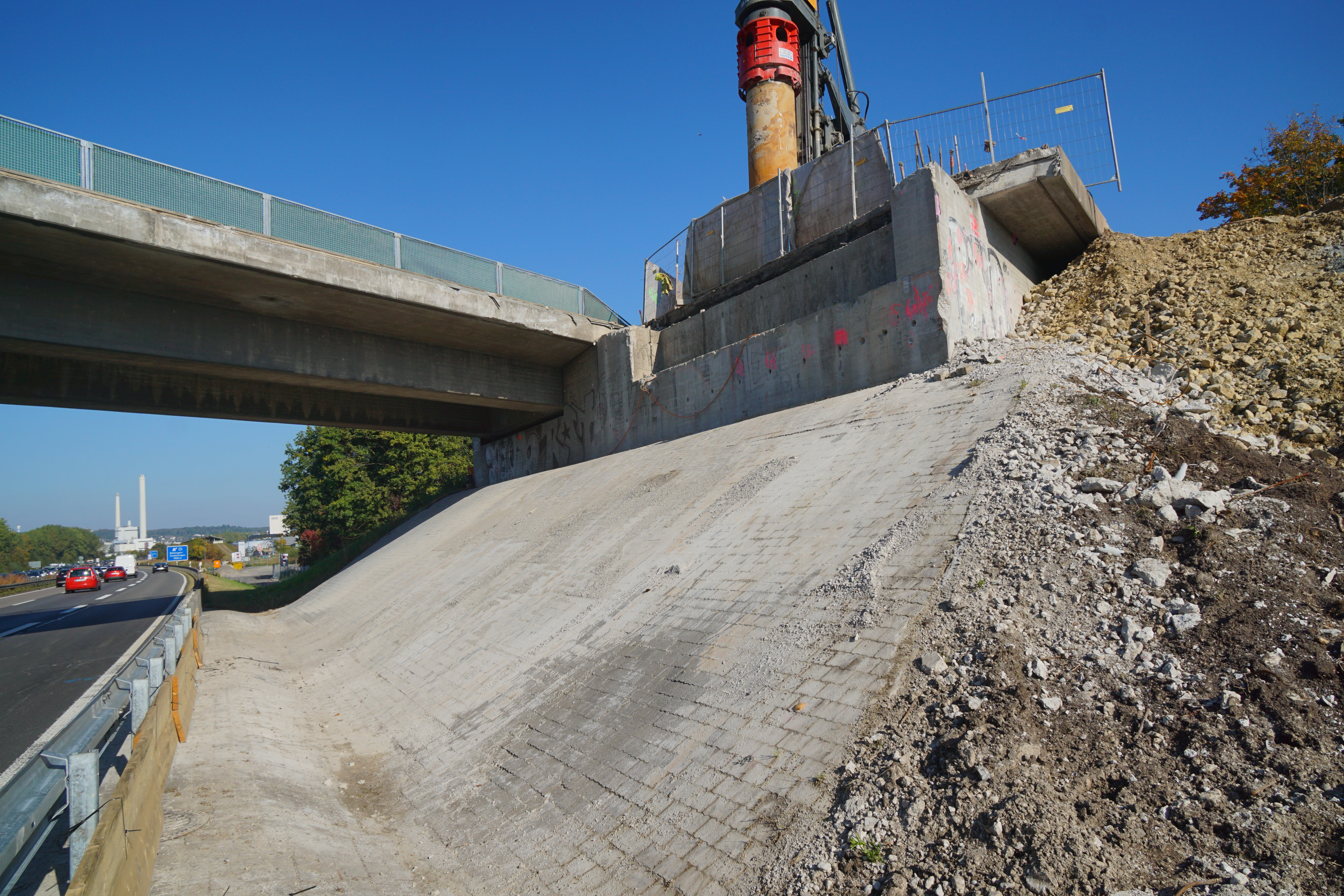
Widerlager Brücke Calwer Straße nach dem Abriss der südlichen Teilbrücke

Ein Teil der Querspange führt über die Brücke der Calwer Straße über die Autobahn. Am 2. Juli 2021 erfolgte der Spatenstich für den dreistreifigen Ausbau zwischen Böblingen-Hulb und Sindelfingen-Ost mit den ersten Arbeiten an der Brücke der K1073 (Calwer Straße) über die A81. Der Oberbau des südlichen Brückenwerks von 1973 wurde am 1. und 2. Oktober 2021 abgerissen, dabei musste die Autobahn komplett gesperrt werden. Am 2. September 2023 wurde der Einhub der neuen Brücke abgeschlossen.
Im Gespräch war eine Verbreiterung und eine baulich getrennte, breite Radspur für den Radschnellweg, jedoch hätte dieses das Bauwerk um mehrere Millionen teurer gemacht, auf Kosten der beiden Städte. Somit wird die neue Brücke nur über die allgemein üblichen schmalen Radspuren verfügen. Für die Zukunft ist eine separate filigranere Radverkehrsbrücke im Gespräch, die im Bereich der Aischbachmündung vom Radweg an der Schwippe die Verbindung zum Flugfeld herstellen kann.

### Leibnizstraße/Tunnelbereich

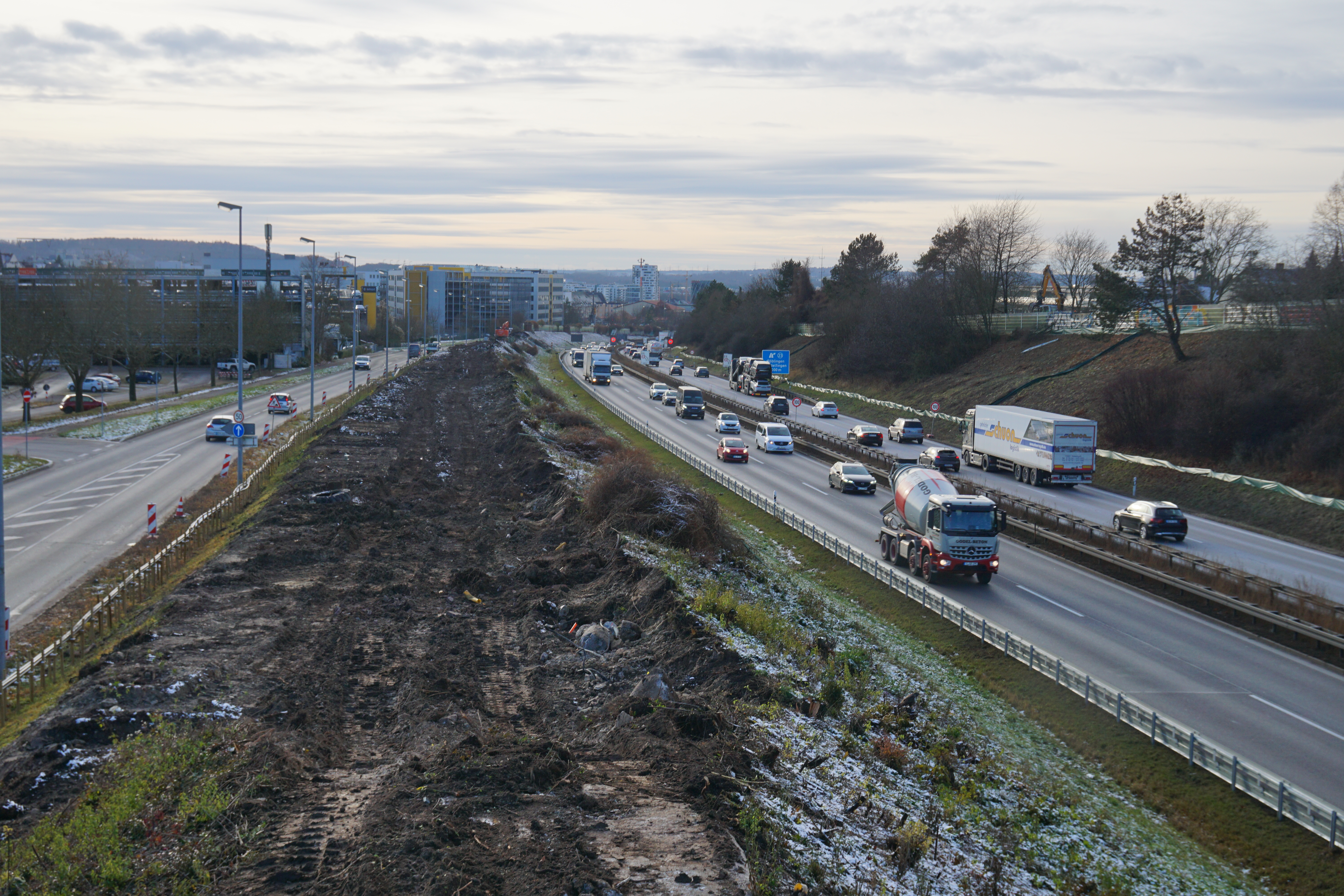
Der Lärmschutzwall zwischen Leipziger Straße und Autobahn wurde seit Ende 2021 abgetragen.

Noch bevor die Bauarbeiten gestartet sind, bekam der S-Bahnhof Goldberg eine zusätzliche Bushaltestelle in der Leibnizstraße. Sie dient als Ersatz der Haltestelle auf der Brücke der Leipziger Straße, die während der Bauarbeiten nicht in Betrieb ist. Gegen Ende des Jahres 2021 und im Januar 2022 wurde der Lärmschutzwall zwischen Autobahn und Leipziger Straße abgetragen. Im Verlauf von 2022 wurde mit dem Bau der provisorischen Ausweichspuren begonnen. Im Bereich des Landfahrerplatzes wurde der eingedolte Echenbrünnlegraben verlegt und diverse Abwasserspeicher und -Behandlungsanlagen für die Autobahnentwässerung errichtet. Auf dem Landfahrerplatz wurde weiterhin eine Baulogistikfläche eingerichtet und es wird eine provisorische Fußgängerbrücke zwischen dem Stadtteil Goldberg und der S-Bahn-Station Goldberg errichtet.

## Tunnelaufbau
Während der Bauarbeiten wird die Autobahn auf provisorische Fahrspuren in Richtung Leibnizstraße verschwenkt. Dazu wurde der bestehende Lärmschutzwall abgetragen. Über die gesamte Bauzeit sollen mindestens zwei Fahrspuren in jeder Richtung in Betrieb bleiben.
Die beiden Röhren entstehen in offener Bauweise in Kastenform. Das rechteckige Lichtraumprofil ist 17 × 5 m für jeden Kasten, davon ist ein Bereich von 0,5 m an der Decke für die Technik vorgesehen, sodass sich eine lichte Höhe von 4,5 m ergibt. Insgesamt ist der Bau in der Außenabmessung maximal 39,2 m breit. Die vier Fahrstreifen in jeder Richtung haben eine Breite von 3,5 m, dazu kommen noch 0,5 m für die Randbefestigung und Entwässerung auf beiden Seiten. Es gibt keinen Mittelgang zwischen beiden Kästen, aber Durchlässe zur anderen Tunnelröhre.

## Renaturierung
Im Anschluss an den Bau soll die Tunnelröhre mit maximal 2 m Erde überdeckt und begrünt werden. Die Busspur wird an der Station Goldberg von der Leipziger Straße in Sindelfingen in Richtung Silberweg ohne eigene Brücke direkt über dem Deckel verlaufen. Für die weitergehende Nutzung der Fläche gibt es noch keine ausgearbeiteten Pläne. Es soll bis zum Abschluss des Projekts eine Bürgerbefragung stattfinden. Im Gespräch sind der Bau eines Radschnellwegs mit Verbindung zum Radschnellweg Böblingen/Sindelfingen – Stuttgart, Sport- und Freizeiteinrichtungen, Parkanlagen und eine Solarstromanlage. Die Kosten für das Bauprojekt und die zugehörigen Straßenneubauten im untergeordneten Verkehrsnetz in beiden Städten lassen bisher wenig finanzielle Gestaltungsspielräume. Die beiden Städte streben schon längere Zeit einen Zusammenschluss an und der Bereich rund um den Deckel bietet städtebauliche Möglichkeiten, um die Gemeinschaft zu fördern.

## Weitere Ausbauten
Zwischen dem Autobahnanschluss Sindelfingen-Ost und dem Autobahnkreuz Stuttgart ist der Ausbau um zwei weitere Spuren von bisher sechs auf acht Spuren vorgesehen. Die A 8 soll ebenso von sechs auf acht erweitert werden und es soll eine halbdirekte Abfahrt von München in Richtung Singen errichtet werden. Die ersten Planungsleistungen für den Ausbau wurden 2021 vergeben.